# Bassa del Molí de la Vila
La Bassa del Molí de la Vila és una obra de Capellades (Anoia) protegida com a Bé Cultural d'Interès Local. La Bassa constitueix un dels paratges naturals de la vila i la seva formació es deu a l'existència de punts d'aflorament de l'aqüífer Carme-Capellades.

## Història
L'origen de la bassa deu ser d'època medieval, i el 1634 es deuria reformar a causa de la construcció del molí de la Vila. Era alimentada per una font d'aigua que subministrava 540.000 l /hora. L'aigua canalitzada pel rec del Corronaire, alimentava fins a 16 molins de paper a la zona de la Costa, i desguassava al riu Anoia.
El 1934 es va inaugurar la Piscina Blava, una piscina pública municipal, al costat nord del molí de la Vila, que s'abastia directament de l’aigua de la bassa. El 1944 es va instal·lar a la bassa un servei públic de barques de lloguer. El 1969 es va inaugurar un brollador lluminós al bell mig de la bassa, obra de l’arquitecte Carles Buigas. Després de restar uns anys paralitzat, es va reactivar el 2015.

## Descripció
És una bassa de molí de planta sensiblement triangular de gran superfície, l'alçada del triangle mesura entorn de 100 m, la base de planta corba 45 m orientada de nord a sud. Els murs interiors de la bassa són de maçoneria, forrats en alguns trams amb formigó. El perímetre de la bassa està protegit amb una barana de ferro de brèndoles verticals. A continuació, ressegueix el contorn una vora d'uns dos metres formada amb paviment de lloses irregulars. Està voltada d'una àmplia zona enjardinada per l'esbarjo dels capelladins, amb un parc infantil i un monument dedicat al capelladí Fra Bernadí.

## Escurada de la bassa
Anualment calia netejar el fons de la bassa del llot que s'hi acumulava. Aquesta feina es realitzava, fins ben avançat el segle xx, el 4 d'agost, celebració de Sant Domènec, que era el patró del gremi de paperers de Capellades. Aprofitant que aquell dia el molins no treballaven, es buidava la bassa i es llogava gent per a netejar-la.

## Nivell de la bassa
En tractar-se d'un aflorament càrstic, provinent de l'aqüífer Carme-Capellades, el nivell de l'aigua de la bassa varia en funció de la climatologia, bàsicament dels episodis plujosos o de sequera, així com de la sobreexplotació. Això motiva que la bassa estigui unes èpoques plena i altres buida o en nivells entremitjos. Així, entre els anys 1999 i 2014, la bassa ha aparegut buida i seca 19 vegades, però entre el 2009 i el 2014, la bassa sempre havia estat plena i navegable.